# Finale della Coppa WSE 2018-2019
La finale della 1ª edizione della Coppa WSE si è disputata il 28 aprile 2019 presso il Pavellò Onze de Setembre di Lleida, in Spagna, tra gli spagnoli del Lleida e gli italiani del Sarzana.
Essa è stata vinta dal Lleida, al secondo successo nella competizione, con il risultato di 6 a 3.  

## Le squadre
| Squadre | Partecipazioni precedenti (il grassetto indica la vittoria) |
| ------- | ----------------------------------------------------------- |
| Lleida  | 2018                                                        |
| Sarzana | Nessuna                                                     |

## Tabellino
| Lleida 28 aprile 2019, ore 19:00 CEST | Lleida | 6 – 3 referto | Sarzana | Pavelló Onze de Setembre |